# Dawn Fraser
Dawn Fraser (Sídney, 4 de septiembre de 1937) es una ex nadadora australiana. De carácter rebelde, logró cuatro medallas de oro olímpicas entre 1956 y 1964, y fue la primera mujer en nadar los 100 metros libres en menos de un minuto.

## Inicios
Dawn era la menor de ocho hermanos y se crio en Balmain, un suburbio de Sídney. Siempre fue de carácter rebelde e independiente. Como era asmática, el médico le recomendó que hiciera natación, deporte que ya practicaba  su hermano Don. Cuando Dawn tiene 13 años fallece su hermano Don, hecho que la marcaría profundamente.
El entrenador Harry Gallagher fue quien primero descubrió el potencial de Dawn para la natación y se la lleva a entrenar a la ciudad de Adelaida.
En 1955 ganó varios títulos en los campeonatos provinciales de Australia Meridional. Su explosión definitiva tuvo lugar el 21 de febrero de 1956, cuando en los campeonatos nacionales de Australia batió el récord mundial de los 100 metros libres con 1:04.05, superando a la gran favorita Lorraine Crapp. En los meses siguientes Dawn Fraser y Lorraine Crapp baten sucesivamente ese récord. 

## Juegos Olímpicos de Melbourne
En los Juegos Olímpicos de Melbourne ambas nadadoras alcanzan la final de los 100 metros libres, el duelo entre ambas compatriotas levanta gran expectación en el país. Finalmente Fraser se corona campeona olímpica por delante de Crapp, estableciendo además un nuevo récord mundial con 1:02.0. Otra australiana Faith Leech, completa un podio totalmente australiano.
En la prueba de 400 metros libres Crapp consigue tomarse la revancha y gana el oro, con Dawn Fraser en segunda posición, un gran resultado dado que esta  prueba no era su especialidad. Australia acredita su dominio ganando también el oro de los relevos 4 x 100 metros libres, con un equipo integrado por Dawn Fraser, Faith Leech, Sandra Morgan y Lorraine Crapp, que dejan el récord mundial en 4:17,1

## Juegos Olímpicos de Roma
En los Juegos Olímpicos de Roma Fraser vuelve a dominar la prueba de los 100 m libres ganando el oro por segunda vez.. Esta vez su gran rival es la estadounidense Chris von Saltza. Con esta victoria Dawn se convierte en la primera mujer que consigue revalidar el título olímpico en esta prueba. En estos Juegos los Estados Unidos desplazan de la hegemonía en la natación femenina a las australianas, y Fraser es la única capaz de ganar una medalla de oro. 
En los relevos 4 x 100 libres, Estados Unidos se hace con el oro, y Australia con la plata, con Fraser como primera relevista. Este mismo resultado se repetirá en los relevos 4 x 100 estilos, en la primera vez que se disputó esta prueba en unos Juegos.

## Juegos Olímpicos de Tokio
Tras los Juegos de Roma Dawn continúa logrando éxitos deportivos, y el 27 de octubre de 1962 en Melbourne Fraser se convirtió en la primera mujer en nadar los 100 metros libres en menos de un minuto: 59.9. Un mes más tarde volvió a rebajar esta marca en Perth con 59.5.
El 29 de febrero de 1964 en Sídney estableció su récord definitivo con 58.9, una marca increíble que permaneció imbatida hasta 1972. Sin embargo, pocos días después de batir su récord, sucedió una tragedia en la vida de Dawn cuando tuvo un accidente de coche en el que murió su madre. Dawn iba en el asiento de atrás y sufrió lesiones de importancia en el cuello y en la espalda. Pese a todo pudo recuperarse y llegar para participar en los Juegos Olímpicos de Tokio 1964.
En Tokio Dawn se hizo tan famosa por sus triunfos en la piscina como por sus escándalos fuera de ella. Los problemas empezaron ya antes de la inauguración. Los responsables del equipo australiano habían decidido que los atletas que hubieran de competir en los primeros días no irían a la ceremonia inaugural, para así estar descansados.  Fraser, siempre rebelde, se escapó de la villa, se metió en un autobús y desfiló en la inauguración. Luego otro escándalo vino cuando en lugar de usar el traje de baño oficial del equipo, uso otro de un fabricante rival, porque le parecía más cómodo. 
En la final de los 100 metros libres Fraser conquistó su tercera medalla de oro consecutiva en la prueba reina de la natación, con 59.5, récord olímpico, y completaba una hazaña que no se ha repetido hasta hoy. Sólo en la época reciente la húngara Krisztina Egerszegi consiguió tres triunfos consecutivos en los 200 metros espalda. Dawn completó su palmarés olímpico con la plata de los relevos 4 x 100 libres, de nuevo tras las estadounidenses. En sus tres participaciones olímpicas, Dawn ganó ocho medallas, cuatro de ellas de oro.
Pero aun en Tokio Fraser protagonizaría un pintoresco episodio que está entre las cosas más recordadas de aquellos Juegos. Sucedió a pocas horas de la ceremonia de clausura cuando se escapó con unos amigos para irse de juerga y a altas horas de la madrugada fueron detenidos por la policía (se supone que en estado de embriaguez) cuando intentaban robar una bandera japonesa del mismísimo Palacio Imperial. Pasaron varias horas en la comisaría y a pesar de todo Fraser participó en la ceremonia de clausura. Como curiosidad cabría decir que el propio emperador le obsequió la bandera que había intentado robar.
La conducta indisciplinada de Fraser causó tanto bochorno a las autoridades australianas que la sancionaron a no competir durante diez años. Esto supuso el final de su carrera deportiva, a los 27 años.

## Vida tras su retirada deportiva
En 1964 le fue otorgado el premio de australiano del año. En 1967 se le concedió la Orden del Imperio Británico y el 8 de junio de 1998 la Orden de Australia. En 1988 llegó a ser miembro del Parlamento australiano, puesto que abandonó en 1991. En 2000 publicó su autobiografía. Fue una de las portadoras de la antorcha olímpica en la ceremonia de inauguración de los Juegos Olímpicos de Sídney 2000.

## Palmarés
- Juegos Olímpicos de Melbourne 1956
  - 100 m libres - Oro
  - 400 m libres- Plata
  - 4 × 100 m libres - Plata
- Juegos de la Commonwealth Cardiff 1958
  - 110 yardas (100.58 metres) libres - Oro
  - 4 x 110 yardas (4 x 100.58 metres) libres - Oro
- Juegos Olímpicos de Roma 1960
  - 100 m libres - Oro
  - 4 × 100 m estilos - Plata
  - 4 × 100 m libres - Plata
- Juegos de la Commonwealth Perth 1962
  - 110 yardas libres - Oro
  - 440 yardas libres - Oro
  - 4 x 110 yards (4 x 100.58 metres) libres - Oro
  - 4 x 110 yards (4 x 100.58 metres) estilos- Oro
- Juegos Olímpicos de Tokio 1964
  - 100 metres freestyle - Oro
  - 4 x 100 metres freestyle relay - Oro
- Campeonatos de Australia
  - 110 yardas libres: 1956, 1958, 1959, 1960, 1961, 1962, 1964
  - 220 yardas libres: 1955, 1956, 1958, 1959, 1960, 1961, 1962, 1964
  - 440 yardas libres: 1958, 1960, 1961, 1962, 1964
  - 110 yardas mariposa: 1960, 1962
  - 220 yardas estilos: 1959
  - 4 x 110 libres: 1957, 1958, 1959, 1964
  - 4 x 110 estilos: 1955, 1964